# JISキーボード

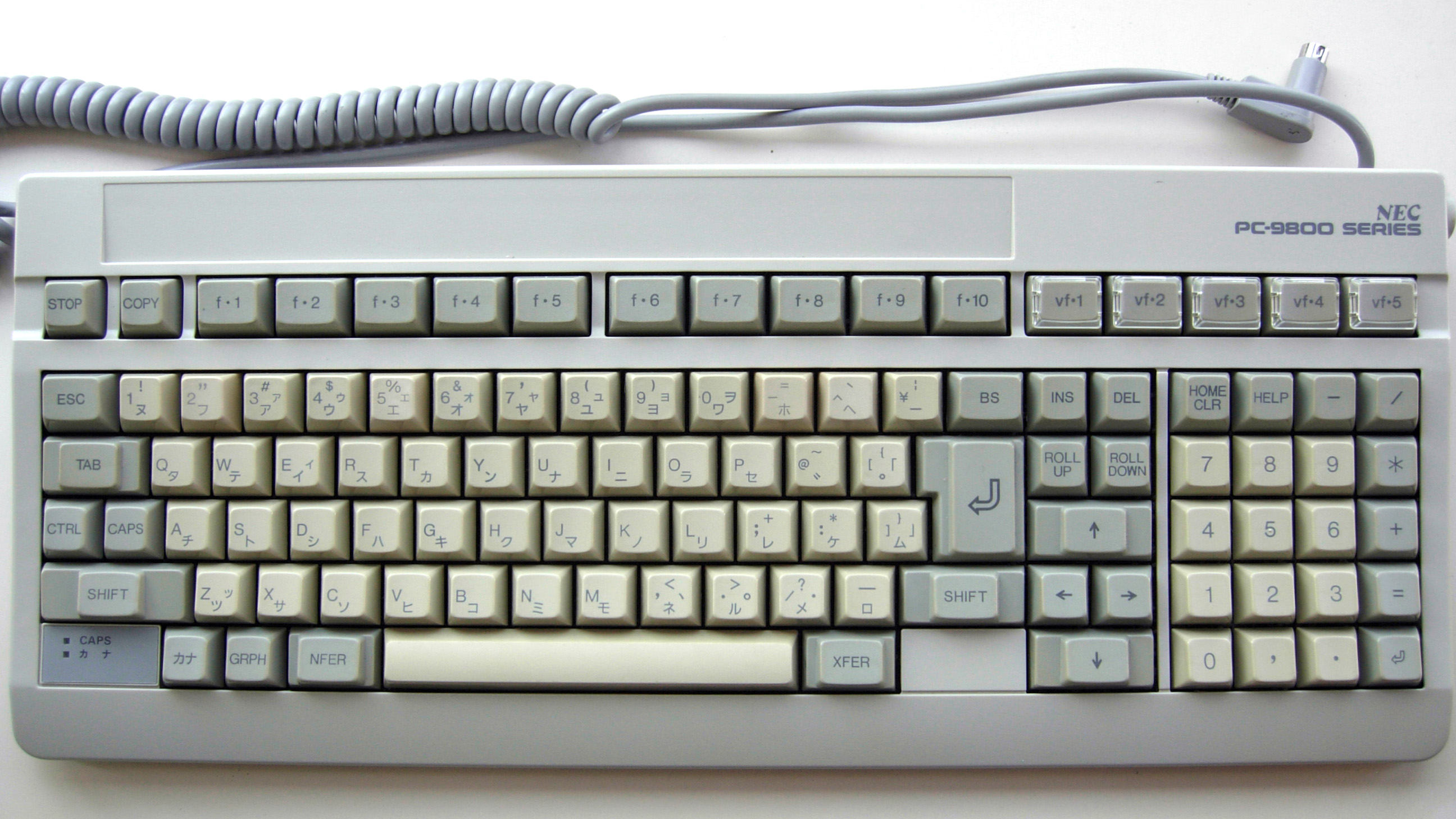
1980年代に日本で広く使われたPC-9800シリーズのJISキーボード

JISキーボード（ジスキーボード、JIS配列キーボード）は、日本産業規格 (JIS) が制定している標準規格『JIS X 6002 情報処理系けん盤配列』に準拠するキー配列をもつコンピュータ用キーボードである。

## 概要
日本産業規格が制定している『JIS X 6002-1980（旧JIS C 6233-1980）情報処理系けん盤配列 (Keyboard layout for information processing using the JIS 7 bit coded character set) 』はJIS X 0201（旧JIS C 6220）で規定される7ビット符号を用いるシステムを想定したものであるため、漢字の入力は考慮されていない。また、コンピューター各機種の機能に合わせて制御文字キーや機能キーなどを追加・変更する場合が多いため、一般的にはアルファベット、かな、記号等の文字キーの配列が規格に準拠していればJISキーボードと呼ばれる。PC/AT互換機で主流のOADG 109キーボード（日本語109キーボードとも言う）、Macintoshの大半の日本語キーボードや、過去のPC-9800シリーズ、マルチステーション5550、FMRシリーズなどはJISキーボードである。
英語キーボードで主流のASCIIキーボードとは、アルファベットの配列は同じであるが、特殊記号などの配列が異なる。米国での主流は101キーボードである。なおJ-3100（ダイナブック）やAXは、ASCII配列をベースに日本語化していた。
JIS X 6004-1986では かな配列が改良された新JISキーボードが規格化されたが、普及しなかったため1999年に廃止された。
なお、JISキーボード上のかな鍵盤部分についてはかな入力も参照のこと。

## キー配列

JISとANSIの文字キー配列の比較
JIS X 6002-1980
ANSI INCITS 154-1988（101キーボード）

## 歴史

### カナ文字タイプライターからコンピューター端末用キーボードへ
1964年に一般事務・会計機械用のカナタイプライターのキー配列を定める標準規格『JIS B 9509-1964 カナ・ローマ字タイプライタのケン盤配列』が制定された。このキー配列は日本生産性本部が組織した標準化団体で決定されたもので、1922年に山下芳太郎が米国のメーカーに発注したカナ文字タイプライター（カナモジカイ）を起源とするものであった。JIS B 9509ではカナモジカイの配列に基づく『配列1』と英文タイプライターの配列に基づく『配列2』の2種類のキー配列が制定され、このうち後のJISキーボードと類似する配列2のキー配列は以下のようになっていた。
1965年に日本アイ・ビー・エムが発表した『IBM 029型カタカナ穿孔機』では、同年に発表した文字コード EBCDIK（EBCDICにカタカナを追加） に対応するため、JIS B 9509の2段シフト43キーを3段シフト47キーに改めた。この時、シフト側に入っていたカタカナ（ヌ、ム、ロ）と半濁点は別のキーに移された。1970年に日本電信電話公社（電電公社）が加入データ通信サービス (DRESS) を開始するにあたって策定したデータ通信標準キー配列では、英数記号キー配列はテレタイプ ASR-33をベースに、カナキー配列はIBM 029型カタカナ穿孔機をベースに少しの変更が加えられた。データ通信（コンピューター端末）用キーボードのJIS規格化はこの配列をベースに進められた。これに並行してデータ通信用文字コードのJIS規格化も進められ、こちらは1969年にJIS X 0201（旧JIS C 6220）になった。

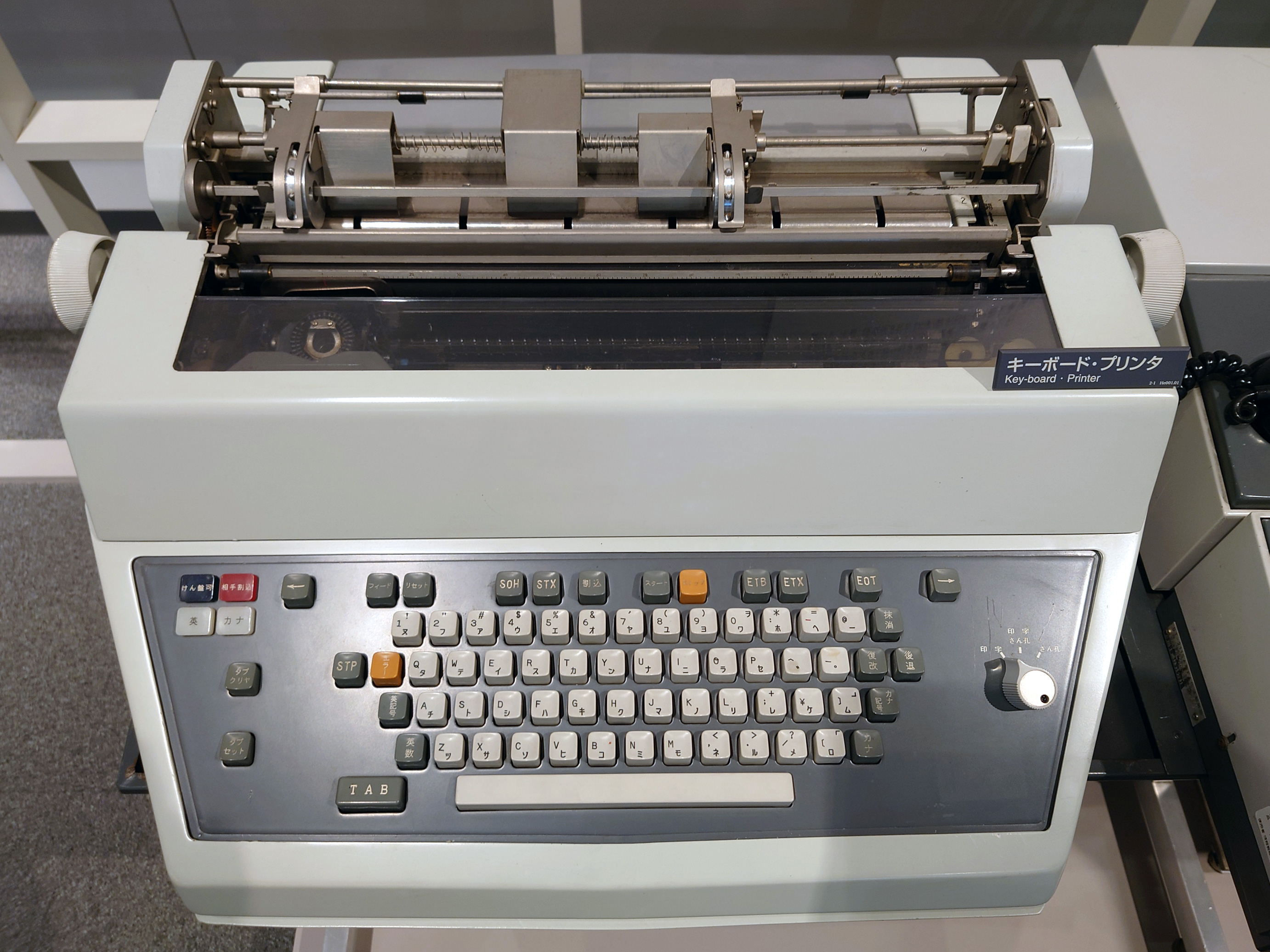
JIS草案と同じキー配列を持つ電電公社の通信端末

以下は1968年時点でのJISキーボードの草案に掲げられたキー配列例である。
キーボードの機構や回路を簡略化することに配慮し、文字キーを除くシフト入力の組み合わせはJIS X 0201でのロジカル・ビット・ペアリング (en:Bit-paired keyboard) を考慮した配列になっている。例えば、コロン (:) の文字コードは0111010（2進数値）、そのシフト位置はアスタリスク (*) で文字コードは0101010。同じく、ハイフンマイナス (-) の文字コードは0111101（2進数値）、そのシフト位置はプラス記号 (+) で文字コードは0101101。どちらもシフト・非シフト時に第5ビットのみが変化して他は共通なので、これらのキー入力を文字コードの信号に変換するとき、シフト操作ではこのビットだけ変わるように設計すれば良いということになる。しかし、カナ文字キーについてはロジカル・ビット・ペアリングになっておらず、これが問題として指摘された。

### JISキーボードの策定
1972年、情報通信端末用キー配列の標準規格 JIS C 6233 が正式に制定された。

JIS C 6233-1972
ISO 2530-1975 48キー配列

このうち英数字と記号の配列は、国際標準化機構 (ISO) が当時策定中にあったISO 646に対応するキー配列の標準規格 ISO 2530 の草案と整合性が図られた。この配列はASR-33などで使われていたロジカル・ビット・ペアリングのQWERTY配列をベースにしていたが、IBMが使用していたタイプライター・ペアリングのQWERTY配列がセレクトリック・タイプライターやIBM PCの成功を受けて米国で広まり、1980年代以降にデファクトスタンダードになった米国英語キー配列と記号キーに差異が生じることになった。
1980年の改正（第2次規格）では電気式のシフトキーロックに対応したキー配列が追加された。また、復改キー（後のエンターキーと同等）とシフトキーの幅が広く取れる配置になった。CAN（取り消し）キーや上段の制御文字キーは再配置や削除、別のキーとの入れ替えを自由とした。

### カナ文字キー配列の問題と新JISキーボード
JISキーボードのカナ文字キー配列は効率より覚えやすさを重視するため50音配列としたことが起源となっており、またキー列を4段使うためタッチタイピングの高速化を妨げている問題があった。そのため、キー列を3段としてカナの並びも最適化した新しいキー配列が JIS X 6004-1986（旧JIS C 6236-1986） 仮名漢字変換形日本文入力装置用けん盤配列 として標準化された。しかし、パソコンユーザーの初心者など入力効率を重視しない者からは覚えにくい新配列は嫌われたため、普及は進まなかった。

### PC/AT互換機の普及とOADG標準
1980年代には多種多様な機種に合わせて多くのJISキーボード準拠キー配列が存在したが、1990年代以降PC/AT互換機への統一が進むと、OADGが標準化したOADG 109Aキーボードが主流になった。
1987年、日本アイ・ビー・エムは同社の企業向けパソコンPS/55用のキーボード 5576-002型鍵盤 を発表した。これはマルチステーション5550用JISキーボードとシステムアプリケーション体系で規定されたキー配列（PC/ATの101キーボード相当）との互換性を合わせ持つものであった。以下は5576-002型鍵盤の配列である。

1991年、日本アイ・ビー・エムが5576-A01型鍵盤を発表し、OADG標準のキーボードとなった。後にこれにWindowsキー(Macintoshはコマンドキー)を追加したものがOADG 109キーボードとして追加された。
以下はOADG 109キーボードの配列である。

OADGキーボードは、従来の5576-002型鍵盤と比較して、「漢字」「前面キー」と表示されていたキーはAltキーとなり、テンキーには方向キーなどの機能が割り当てられるなど、キー表記や配列が101キーボードにより近いものになり、101キーボードやそれに合わせて開発されたアプリケーションとの親和性が向上した。

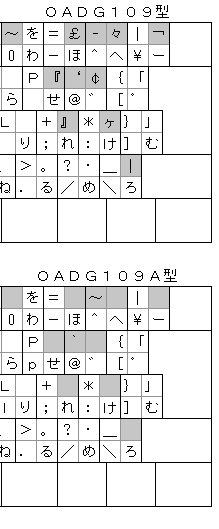
109/109A比較

なお日本語109キーボードには当初の配列（OADG 109型）と、Windowsでの利用にあわせて刻印を変えたキーボード（OADG 109A型）の2種類があり、~（チルダ）の刻印位置などが若干異なる。
2000年代に入るとデスクトップパソコンの省スペース化やノートパソコンの普及、メーカーによる製品差別化のため、キー配列に独自の工夫が凝らされるようになり、 文字キーの配列やスキャンコードがOADGの規格に一致するのみとなった。

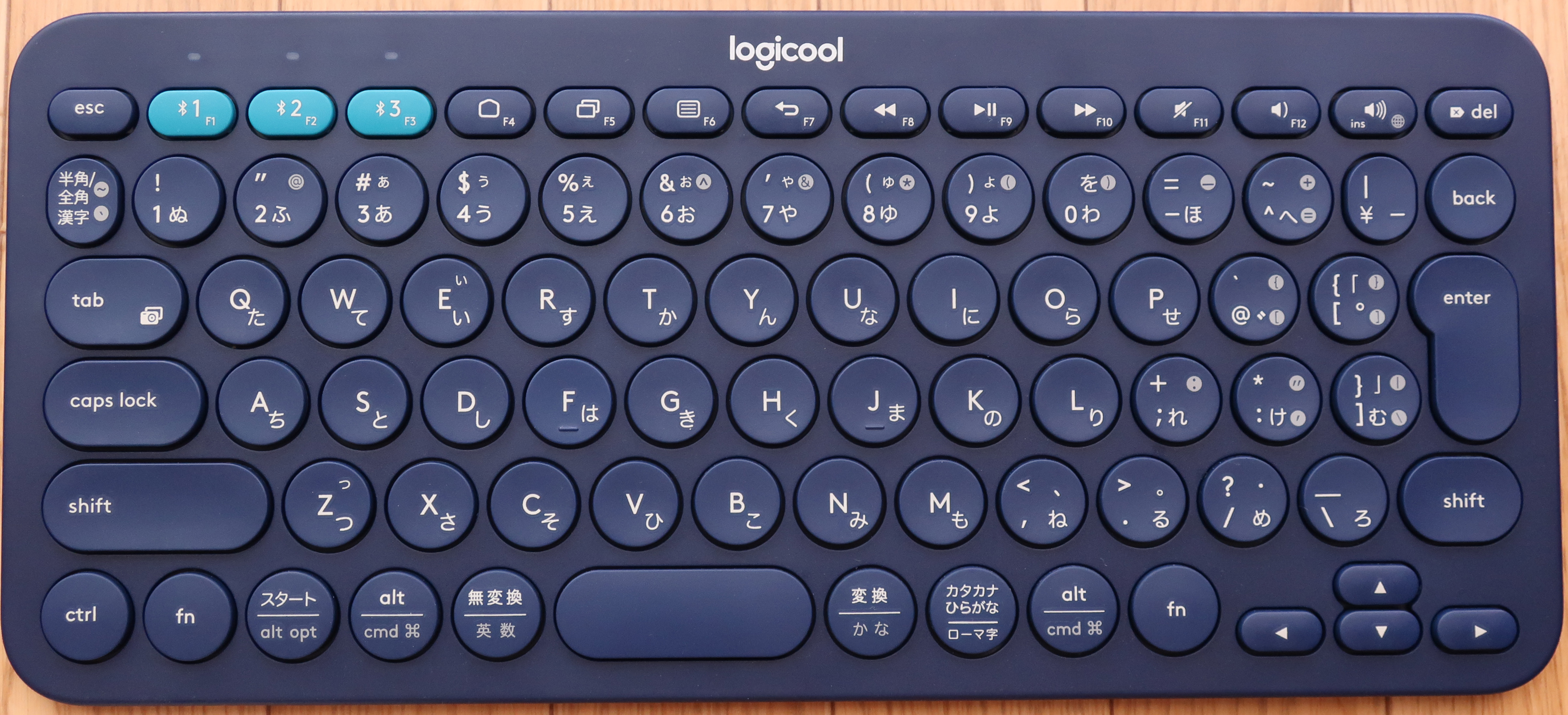
省スペース型日本語キーボードの一例
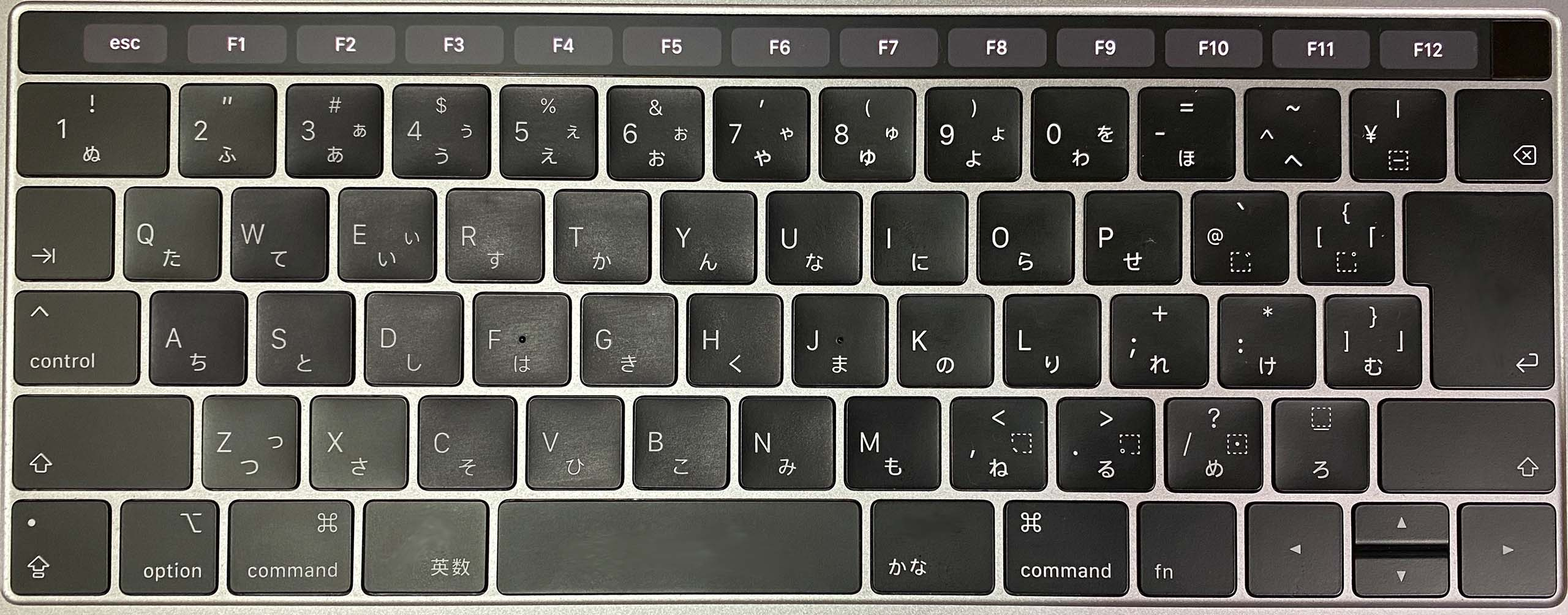
Touch Bar搭載MacBook Pro (2017)に搭載されている、JISキーボード。tab, return, delete, shift, caps lockなどのキーに文字がない。